# Казачихин, Владимир Иванович
Владимир Иванович Казачихин (1870, Чита — после 1945, Харбин) — русский военный деятель, генерал-майор. Участник русско-японской войны, первой мировой войны, участник Белого движения.

## Биография
Получил домашнее образование. Окончил Иркутское пехотное военное училище (1897). Выпущен в 1-й Нерчинский полк ЗабКВ.
Сотник 2-го Аргунского полка Забайкальского казачьего войска в русско-японскую войну. Неоднократно участвовал в разведках, командуя казачьими разъездами. Был ранен, находился в плену в Японии (с июля 1904). За разведку в тылу японцев в 1904 награждён орденом св. Георгия 4-й степени. По окончании войны и возвращении из плена служил в 1-м Аргунском полку ЗабКВ (до 9 августа 1914).
В 1908 году окончил Офицерскую кавалерийскую школу.
Командующий 2-м Нерчинским полком ЗабКВ (с 9 августа 1914). Полковник 2-го Верхнеудинского полка Забайкальского казачьего войска в составе 7-го конного корпуса. В 1915 году командир 44-го Донского казачьего полка на Кавказском фронте. С 18 февраля 1916 года командир 1-го Аргунского полка ЗабКВ.
После октября 1917 года находился в Петрограде, затем на Дону. С февраля 1918 года в Забайкалье.
Участник Белого движения на востоке России. Поступил на службу к атаману Г. М. Семёнову. В октябре 1918 года — комендант посёлка Маньчжурия, полковник. Приказом Отдельному Маньчжурскому отряду от 23 октября 1918 года произведён Г. М. Семёновым в генерал-майоры, впредь до утверждения правительства. 29 ноября 1918 года назначен начальником гарнизона посёлка Маньчжурия. Затем — в Азиатской конной дивизии генерала Р. Ф. Унгерн фон Штернберга.
В эмиграции в Китае. В сентябре 1945 года захвачен советской контрразведкой Смерш в Харбине, депортирован в СССР и репрессирован.

## Награды
- Орден Св. Анны 4-й степени (1906)
- Орден Св. Станислава 3-й степени с мечами и бантом (1906)
- Орден Св. Георгия 4-й степени (25.02.1907) (за разведку в тылу японцев в мае 1904, в ходе которой обнаружил выдвижение главных сил противника к Ляояну)
- Орден Св. Владимира 4-й степени с мечами и бантом (1907)
- Орден Св. Станислава 2-й степени (1909)
- Орден Св. Владимира 3-й степени с мечами (30.03.1916)
- Орден Св. Анны 2-й степени с мечами (23.07.1916)
- Орден Св. Анны 3-й степени с мечами и бантом (19.09.1916)